# Butch Reynolds
Harry Lee (Butch) Reynolds Jr. (Akron, 8 juni 1964) is een voormalige Amerikaanse sprinter, die gespecialiseerd was in de 400 m. Op deze afstand had hij elf jaar lang het wereldrecord in handen. Ook was hij succesvol als estafetteloper op de 4 x 400 m estafette. In deze discipline werd hij olympisch kampioen, wereldkampioen en heeft hij het actuele wereldrecord in handen (peildatum december 2022).

## Biografie

### Jeugd
Reynolds studeerde achtereenvolgens aan de Hoban Highschool (1983), Butler County JC (1984) en de Ohio State University (1987). Zijn eerste successen behaalde hij in 1987 met het winnen van de Universiteitskampioenschappen (NCAA) en de Amerikaanse kampioenschappen op de 400 m. Bij de Jesse Owens Classic verbaasde hij de wereld door op een laaglandbaan 44,10 s te lopen. Op zijn eerste grote wedstrijd, de wereldkampioenschappen van 1987 in Helsinki, won hij gelijk een bronzen medaille op de 400 m. Met een tijd van 44,80 finishte hij achter de Oost-Duitser Thomas Schönlebe (goud; 44,33) en de Nigeriaan Innocent Egbunike (zilver; 44,56).

### Wereldrecord
Op 17 augustus 1988 toonde Reynolds zijn vorm door tijdens de Weltklasse Zürich het wereldrecord tot 43,29 te verbeteren op de 400 m. Dit record werd pas in 1999 door zijn landgenoot Michael Johnson uit de boeken gelopen. Een maand later veroverde hij op de Olympische Spelen van Seoel een zilveren medaille op de 400 m. Met een tijd van 43,93 eindigde hij achter zijn landgenoot Steve Lewis, die in 43,87 over de finish kwam. Danny Everett maakte het Amerikaanse podium compleet door derde te worden in 44,09. Op de 4 x 400 m estafette veroverde hij met zijn teamgenoten Danny Everett, Steve Lewis, Kevin Robinzine als slotloper een olympische gouden medaille. Met een wereldrecordtijd van 2.56,16 versloegen ze de estafetteteams uit Jamaica (zilver; 3.00,30) en West-Duitsland (brons; 3.00,56).

### Doping
In 1990 werd hij door de IAAF voor twee jaar geschorst wegens het gebruik van doping. Het zou gaan om het spierversterkende middel nandrolon. Dit kon echter door een laboratoriumfout voor de rechter niet hard gemaakt worden. Butch Reynolds eiste een schadevergoeding, hetgeen initieel werd toegekend, maar later door een hogere rechtbank verworpen.

### Na zijn schorsing
Op de WK van 1993 nam hij wederom deel aan de 400 m en de 4 x 400 m estafette. Individueel won hij een zilveren medaille door met 44,13 achter Michael Johnson (goud; 43,65) te finishen. Bij de estafetteloop verbeterde hij met zijn teamgenoten Andrew Valmon, Quincy Watts en Michael Johnson het wereldrecord tot 2.54,29.
In 1996 werd hij op de Amerikaanse selectiewedstrijden tweede achter Michael Johnson in 43,91 en liep hiermee de snelste niet winnende tijd ooit. Op de Olympische Spelen van 1996 in Atlanta kon hij zich vanwege een hamstringblessure niet plaatsen voor de finale. Ook moest hij zich terugtrekken uit het estafetteteam.
Butch Reynolds zette in 1999 een punt achter zijn sportcarrière. Hij richtte de Butch Reynolds Care op en was conditietrainer van het Ohio State University's football team.

## Titels
- Olympisch kampioen 4 x 400 m - 1988
- Wereldkampioen 4 x 400 m - 1993, 1995
- Wereldkampioen 400 m (indoor) - 1993
- Amerikaans kampioen 400 m - 1987
- NCAA kampioen 400 m - 1987

## Wereldrecords
| Discipline | Tijd    | Teamleden                                                 | Datum            | Plaats    |
| ---------- | ------- | --------------------------------------------------------- | ---------------- | --------- |
| 400 m      | 43,29   | NVT                                                       | 17 augustus 1988 | Zürich    |
| 4 x 400 m  | 2.56,16 | Daniel Everett Steve Lewis Kevin Robinzine Butch Reynolds | 1 oktober 1988   | Seoel     |
| 4 x 400 m  | 2.54,29 | Andrew Valmon Quincy Watts Butch Reynolds Michael Johnson | 22 augustus 1993 | Stuttgart |

## Persoonlijke records
| Onderdeel       | Prestatie       | Datum            | Plaats  |
| --------------- | --------------- | ---------------- | ------- |
| 400 m (outdoor) | 43,29 s (ex-WR) | 17 augustus 1988 | Zürich  |
| 400 m (indoor)  | 45,26 s         | 14 maart 1993    | Toronto |

## Palmares

### 400 m
- 1987:  WK - 44,80 s
- 1988:  OS - 43,93 s
- 1991: 4e Pan-Amerikaanse Spelen
- 1993:  WK indoor - 45,26 s
- 1993:  WK - 44,13 s
- 1995:  WK - 44,22 s
- 1996:  Amerikaanse Olympische selectiewedstrijden - 43,91
- 1996: DNF ½ fin. OS (¼ fin. 45,41)

### 4 x 400 m
- 1987:  WK - 2.57,29
- 1988:  OS - 2.56,16 (WR)
- 1993:  WK - 2.54,29 (WR)
- 1995:  WK - 2.57,32
- 1996: DNS OS

1912: Sheppard, Lindberg, Meredith, Reidpath ·
1920: Griffiths, Lindsay, Ainsworth-Davis, Butler ·
1924: Cochran, Helffrich, MacDonald, Stevenson ·
1928: Baird, Alderman, Spencer, Barbuti ·
1932: Fuqua, Ablowich, Warner, Carr ·
1936: Wolff, Rampling, Roberts, Brown ·
1948: Harnden, Bourland, Cochran, Whitfield ·
1952: Wint, Laing, McKenley, Rhoden ·
1956: Jenkins, Jones, Mashburn, Courtney ·
1960: Yerman, Young, G. Davis, O. Davis ·
1964: Cassell, Larrabee, Williams, Carr ·
1968: Matthews, Freeman, James, Evans ·
1972: Asati, Nyamau, Ouko, Sang ·
1976: Frazier, Brown, Newhouse, Parks ·
1980: Valiulis, Linge, Tsjernetski, Markin ·
1984: Nix, Armstead, Babers, McKay ·
1988: Everett, Lewis, Robinzine, Reynolds ·
1992: Valmon, Watts, Johnson, Lewis ·
1996: Harrison, Smith, Mills, Maybank ·
2000: Bada, Chukwu, Monye, Udo-Obong  ·
2004: Harris, Brew, Wariner, Williamson ·
2008: Merritt, Taylor, Neville, Wariner ·
2012: Brown, Pinder, Mathieu, Miller ·
2016: Hall, McQuay, Roberts, Merritt ·
2020: Cherry, Norman, Deadmon, Benjamin ·
2024: Bailey, Norwood, Deadmon, Benjamin
1983: Lovasjov, Troshchilo, Tsjernetski, Markin ·
1987: Everett, Haley, McKay, Reynolds ·
1991: Black, Redmond, Regis, Akabusi ·
1993: Valmon, Watts, Reynolds, Johnson ·
1995: Ramsey, Mills, Reynolds, Johnson ·
1997: Thomas, Black, Baulch, Richardson, Hylton ·
1999: Czubak, Maćkowiak, Bocian, Haczek ·
2001: Moncur, Brown, McIntosh, Munnings ·
2003: Djhone, Keïta, Diagana, Raquil ·
2005: Rock, Brew, Williamson, Wariner ·
2007: Merritt, Taylor, Williamson, Wariner ·
2009: Taylor, Wariner, Clement, Merritt ·
2011: Nixon, Jackson, Taylor, Merritt ·
2013: Verburg, McQuay, Hall, Merritt ·
2015: Verburg, McQuay, Nellum, Merritt ·
2017: Solomon, Richards, Cedenio, Gordon ·
2019: Kerley, Cherry, London, Benjamin ·
2022: Godwin, Norman, Deadmon, Allison ·
2023: Hall, Norwood, Robinson, Benjamin